# Blechnum
Blechnum es un género de entre 150-220 especies de helechos en la familia Blechnaceae, con una distribución cosmopolita. Por lejos la mayor diversidad de especies se da en regiones tropicales del Hemisferio Sur, con solo unas pocas especies tolerando temperaturas frescas de latitudes en el Hemisferio Sur (notablemente B. penna-marina, al sur de Cabo de Hornos, Chile, el helecho más austral del mundo, y en el Hemisferio Norte (notablemente B. spicant, al norte de Islandia y al norte de Noruega).
Muchas son herbáceas, y unas pocas especies (e.g. B. buchtienii y B. schomburgkii en Ecuador) son helechos árboles con tallos a más de 3 m de altura.
Comprende 447 especies descritas y de estas, sólo 97 aceptadas.

## Descripción
Planta con rizoma de oblicuo a erecto, a veces rastrero. Frondes generalmente dimorfas; lámina 1-pinnatipartida o 1-pinnatisecta, coriácea, glabra, con las pinnas enteras o crenadas, de nervadura libre en las frondes estériles y anastomosada en las fértiles. Soros lineares, formando cenosoros continuos, que en general ocupan casi la totalidad del envés de las pinnas; indusio consistente, linear. Esporas de elípticas a ovoideas, generalmente con perisporio rugoso.

## Taxonomía
El género fue descrito por Carlos Linneo  y publicado en Species Plantarum 2: 1077. 1753. La especie tipo es: Blechnum occidentale L.
Etimología
Blechnum: nombre genérico del griego bléchnon = nombre de helechos, sinónimo de pterís.

## Especies seleccionadas
- Blechnum arcuatum

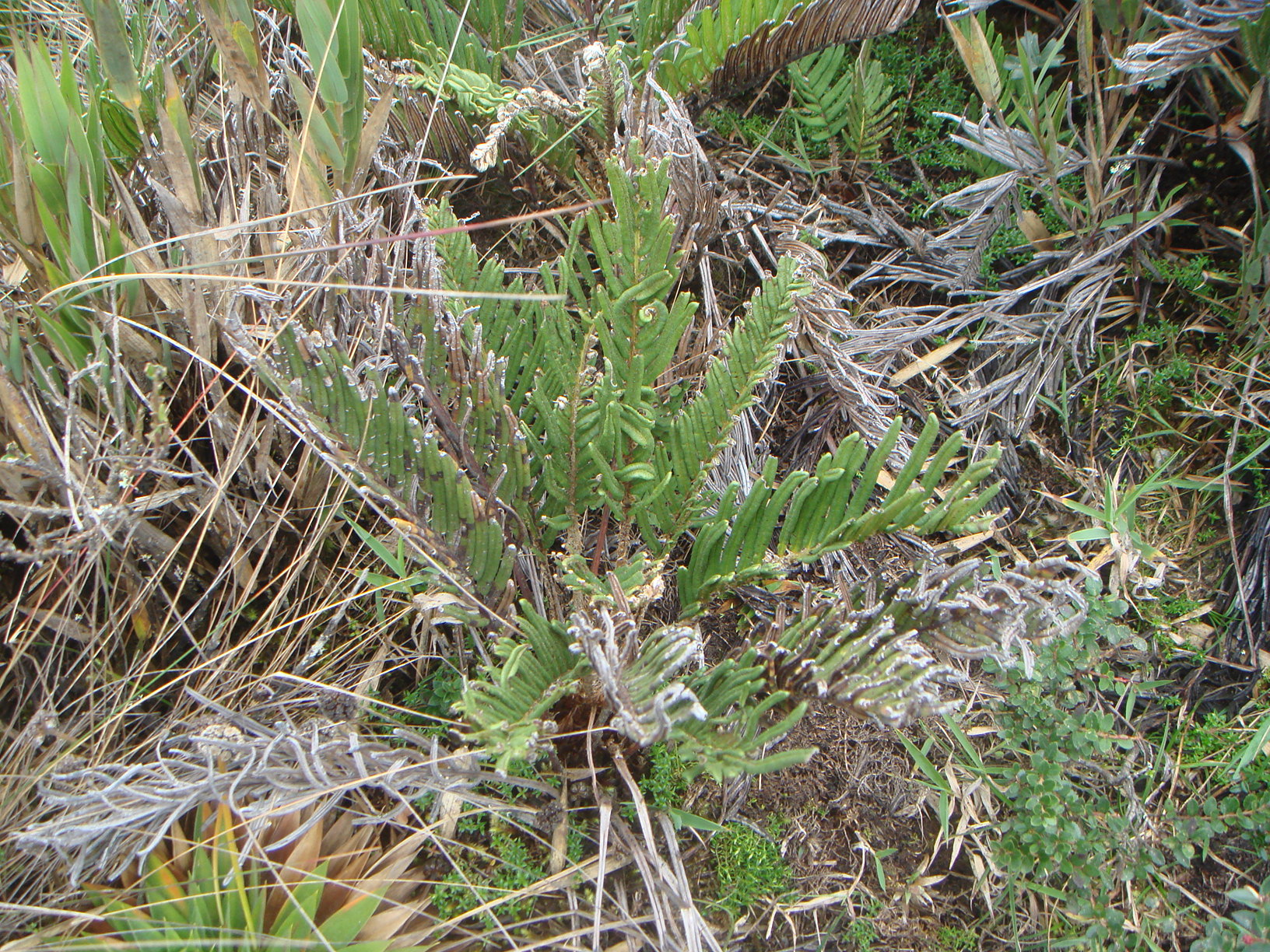
Blechnum schomburgkii

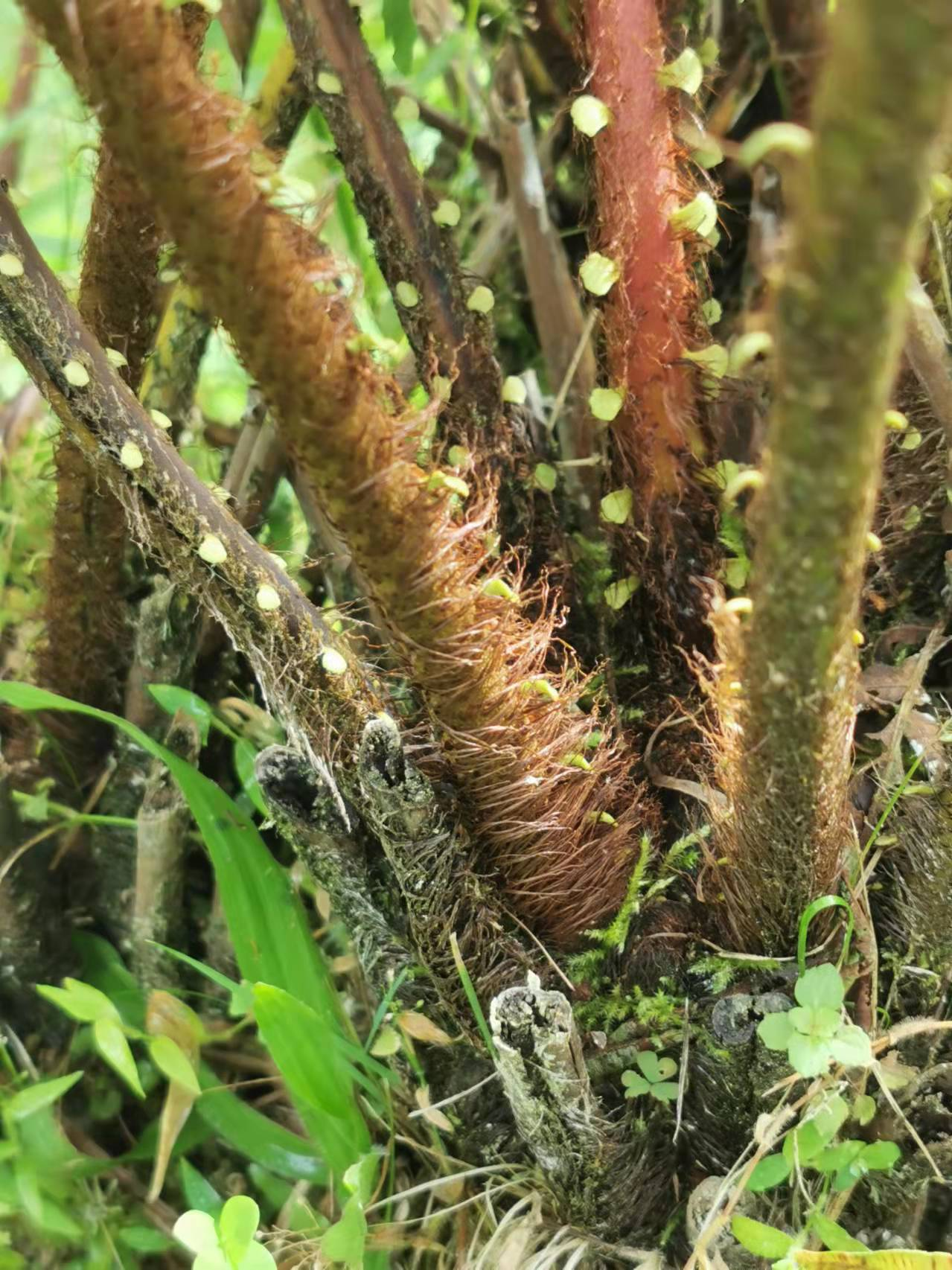
Blechnum orientale

- Blechnum ambiguum (C.Presl) Kaulf. ex C.Chr.
- Blechnum auratum
- Blechnum blechnoides
- Blechnum brasiliense Desv.
- Blechnum buchtienii Rosenst.
- Blechnum cartilagineum  Sw.
- Blechnum chambersii
- Blechnum chilense Kaulf. - Costilla de vaca, palmilla, quilquil

- Blechnum cordatum (Desv.) Hieron. (syn. B. chilense)

- Blechnum cycadifolium (Colla) Sturm.
- Blechnum dendrophilum
- Blechnum discolor
- Blechnum durum
- Blechnum eburneum
- Blechnum filiforme
- Blechnum fluviatile
- Blechnum gibbum
- Blechnum hastatum Kaulf. - Palmilla de Chile[4]
- Blechnum indicum Burm.f.
- Blechnum lanceola Sw.
- Blechnum magellanicum - Costilla de vaca
- Blechnum membranaceum (Col.) Mett.
- Blechnum minus
- Blechnum monomorphum
- Blechnum nigrum
- Blechnum nipponicum (Kunze) Makino
- Blechnum novae-zelandiae T.C.Chambers & P.A.Farrant
- Blechnum nudum (Labill.) Mett. ex Luerss.
- Blechnum obtusatum (Labill.) Mett.
- Blechnum occidentale L.
- Blechnum orientale L.
- Blechnum patersonii
- Blechnum penna-marina (Poir.) Kuhn
- Blechnum petiolare
- Blechnum schomburgkii (Klotzsch) C.Chr.
- Blechnum serrulatum Rich.
- Blechnum spicant (L.) Sm.
- Blechnum socialis
- Blechnum tabulare
- Blechnum vittatum Brack.
- Blechnum volubile Kaulf.
- Blechnum wattsii, Tindale Hard Water Fern

### Cultivo y usos
Varias especies crecen como planta ornamentales en jardines.